# Ishikari (ferry de 2011)
Pour les articles homonymes, voir Ishikari (homonymie).
L‘Ishikari (いしかり, Ishikari) est un ferry rapide appartenant à la compagnie japonaise Taiheiyō Ferry. Construit entre 2010 et 2011 aux chantiers Mitsubishi Heavy Industries de Shimonoseki, il assure depuis mars 2011 les liaisons entre la côte Pacifique d'Honshū et Hokkaidō.

## Histoire

### Origines et construction

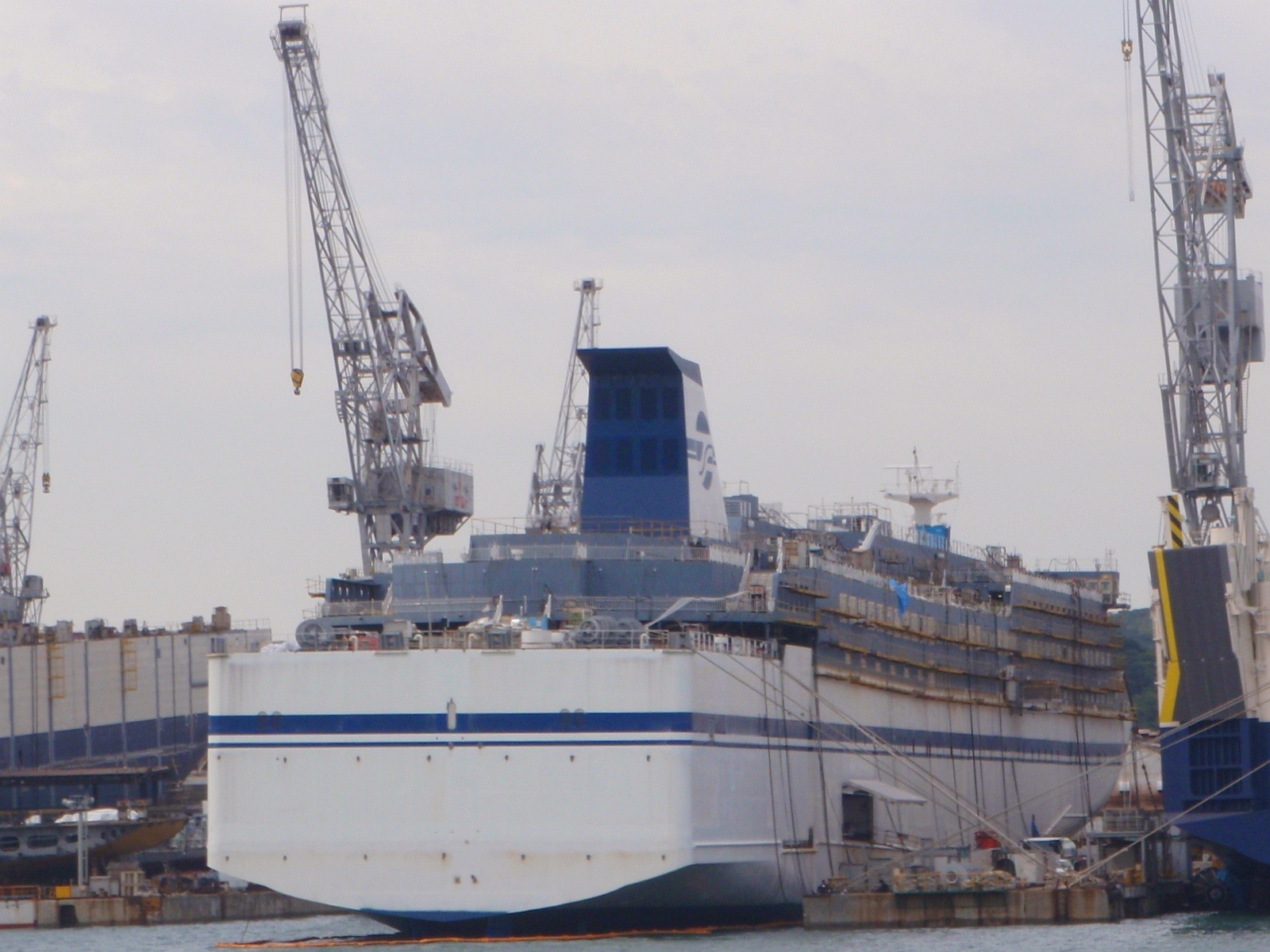
L‘Ishikari en finitions à Shimonoseki.

À la fin des années 2000, la compagnie Taiheiyō Ferry envisage le remplacement de l'ancien Ishikari pour 2011, date à laquelle il aura atteint les 20 ans d'âge. Conçu comme navire proche du récent Kiso afin de proposer une certaine homogénéité entre Nagoya, Sendai et Tomakomai, la future unité se distinguera par une capacité d'emport légèrement plus élevée en raison d'une organisation différente des aménagements ayant pour but de limiter les sensations de vibrations à l'intérieur. Tout comme son aîné, le nouveau navire est baptisé Ishikari, nom d'une ville située dans la préfecture de Hokkaidō, il est le troisième navire de la compagnie à porter ce nom. 
Commandé en 2008, sa construction est assurée par les chantiers Mitsubishi Heavy Industries. L‘Ishikari est lancé à Shimonoseki le 26 août 2010 puis achevé les mois suivants. Il est livré à Taiheiyō Ferry le 8 mars 2011.

### Service
Prévue le 13 mars 2011, la mise en service de l‘Ishikari est provisoirement suspendue en raison du puissant séisme survenu le 11 mars sur la côte du Tōhoku. Le tsunami qui a suivi a en effet sévèrement endommagé le terminal passager du port de Sendai. D'abord utilisé pour acheminer des denrées alimentaires ainsi que du matériel de soin à destination des zones sinistrées, il entre finalement en service le 25 mars, dans un premier temps entre Nagoya et Tomakomai puis avec une escale à Sendai à partir du 5 juin.

## Aménagements
L‘Ishikari possède 9 ponts. Si le navire s'étend en réalité sur 10 ponts, deux d'entre sont inexistants au niveau des garages afin de permettre au navire de transporter du fret. Du point de vue commercial, la numérotation des ponts débute à partir du pont garage inférieur (correspondant au pont 0). Les locaux passagers occupent les ponts 5, 6 et 7 tandis que le pont 8 est consacré à l'équipage. Les ponts 1, 2 et 3 et 4 abritent quant à eux les garages.

### Locaux communs
Les installations de l‘Ishikari sont peu nombreuses mais d'une qualité remarquable. Les passagers ont à leur disposition un restaurant, un bar-salon , ainsi qu'une salle de spectacle sur le pont 6. La décoration intérieure du navire est basée sur le thème de la mer Égée avec des tons bleus et blancs et les installations portent le nom de lieux emblématiques de cette région.
Parmi les installations se trouve :
- Le café Yacht Club : le bar principal du navire situé au milieu du pont 6 au niveau de l'atrium ;
- Le restaurant Santorini : restaurant du navire situé au pont 6 du côté tribord pouvant accueillir 298 personnes. Son nom fait référence à l'île grecque de Santorin ;
- La salle de spectacle Mykonos : située à la poupe sur le pont 6.

En plus de ces principaux aménagements, le navire propose également sur le pont 5 deux bains publics (appelés sentō), l'un pour les hommes à bâbord, l'autre pour les femmes à tribord, une boutique, un karaoké, une salle de jeux-vidéos ainsi qu'une salle de massage.

### Cabines
À bord de l‘Ishikari, les passagers sont répartis en deux classes selon le niveau de confort de leurs installations. Ainsi, le navire possède 147 cabines dédiées à la première classe, toutes situées sur les ponts 5, 6 et 7 à l'avant du car-ferry. Il dispose de quatre suites, 53 cabines Deluxe de style occidental, 10 Deluxe de style japonais, 24 cabines mixant les deux styles, 48 cabines classiques de style occidental, 6 classiques de style japonais et deux cabines pour les personnes à mobilité réduite. Toutes sont pourvues de sanitaires privés comprenant douche, WC et lavabo.
Les installations de seconde classe comprennent six dortoirs de lits individuels à l'avant du pont 5, six de lits doubles à l'arrière du côté tribord et quatre dortoirs de style japonais au pont 7.

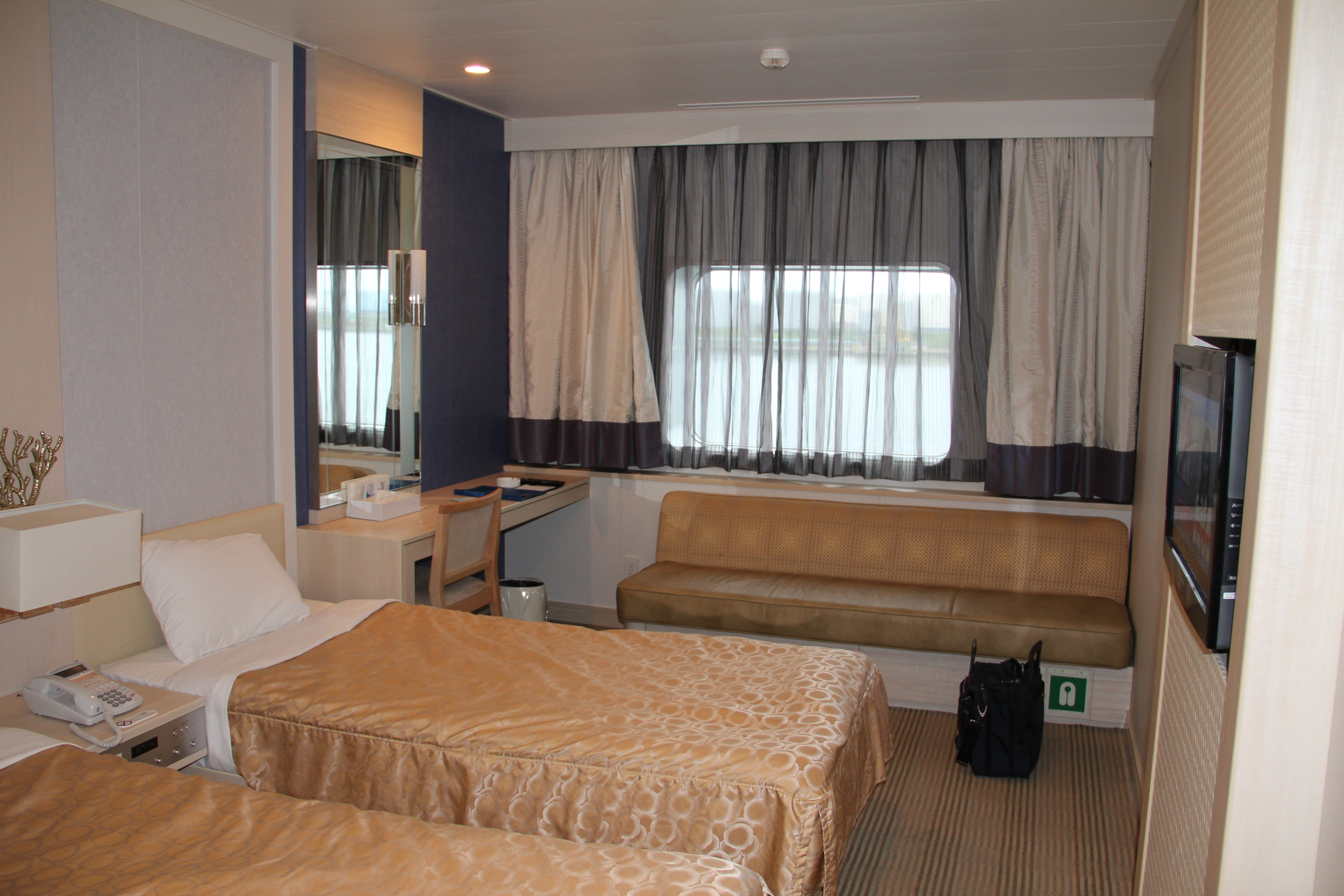
Cabine Deluxe de style occidental.
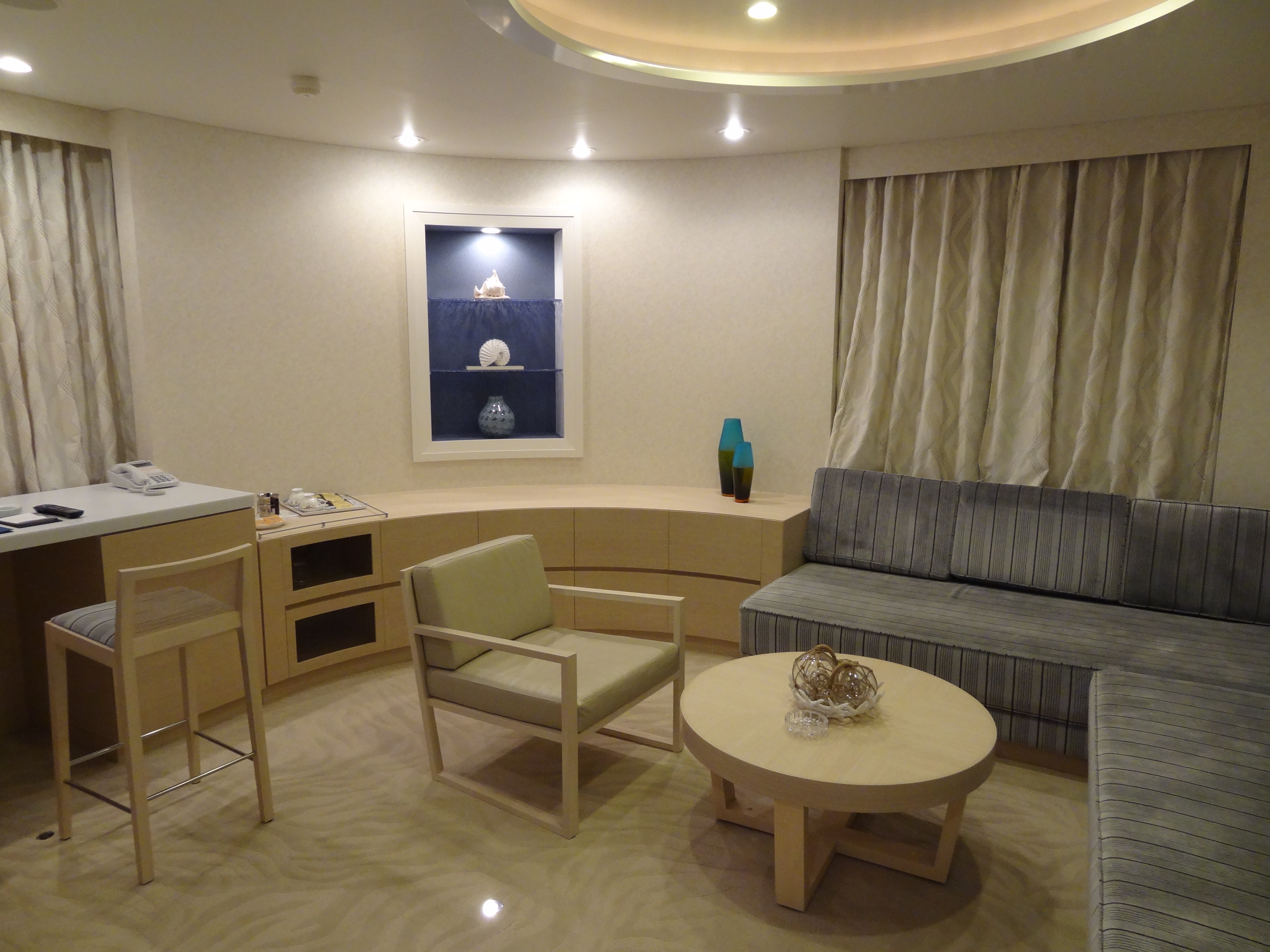
Salon d'une des quatre suites.
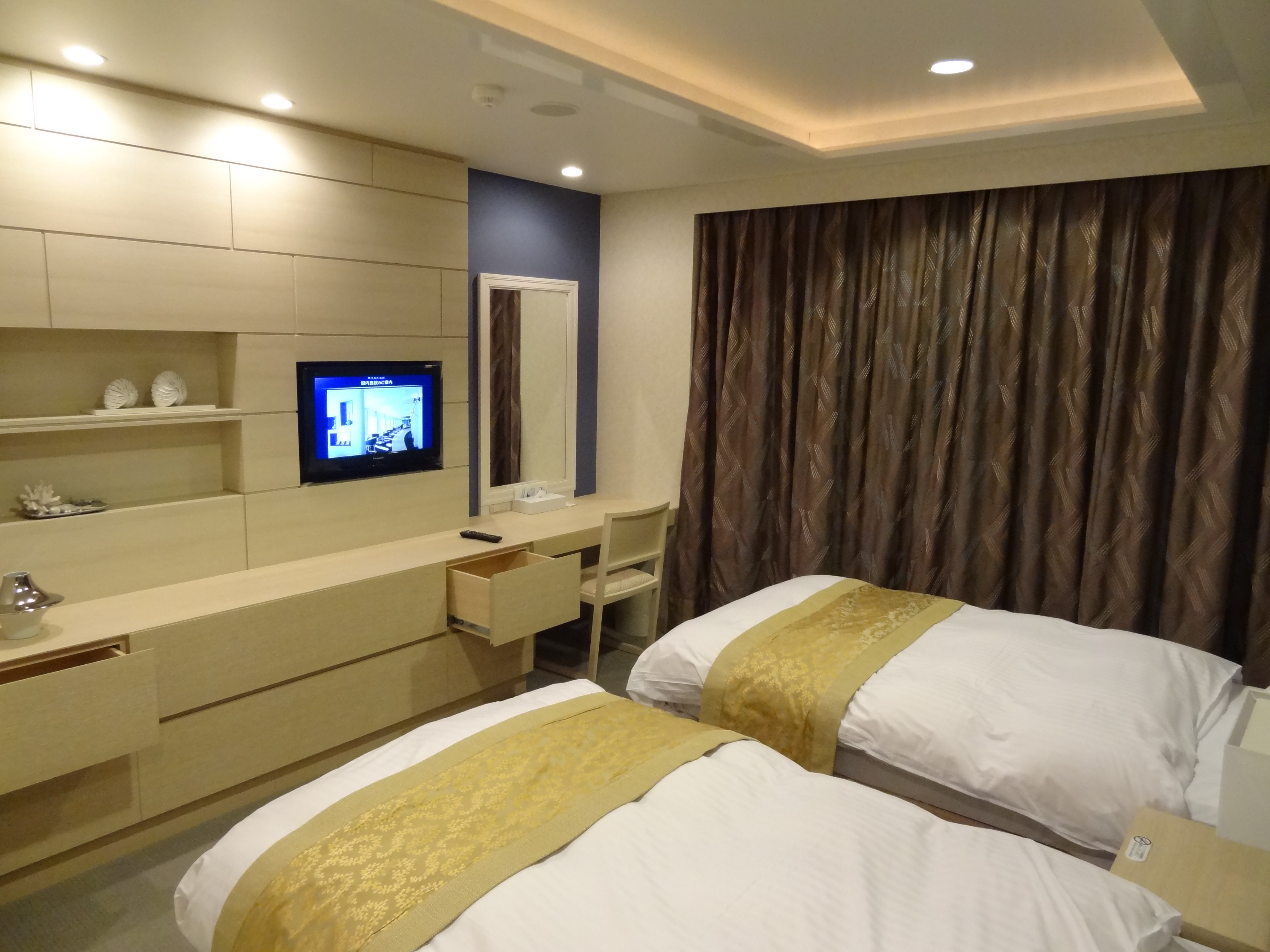
Chambre d'une suite.

## Caractéristiques
L‘Ishikari mesure 199,90 m de long pour 27 m de large, son tonnage est de 15 762 UMS (ce qui n'est pas exact, le tonnage des car-ferries japonais étant défini sur des critères différents). Il peut embarquer 777 passagers et 100 véhicules dans un spacieux garage de 1 368 mètres linéaires de fret accessible par trois portes rampes, deux latérales situées de chaque côté à la poupe et l'une située à la proue. La propulsion de l‘Ishikari est assurée par deux moteurs diesels JFE 16PC2-6B développant une puissance de 24 000 kW entrainant deux hélices faisant filer le bâtiment à une vitesse de 26 nœuds. Il est en outre doté de deux propulseurs d'étrave et un propulseur arrière ainsi qu'un stabilisateur anti-roulis. Les dispositifs de sécurité sont essentiellement composés de radeaux de sauvetage mais aussi d'une embarcation semi-rigide de secours.

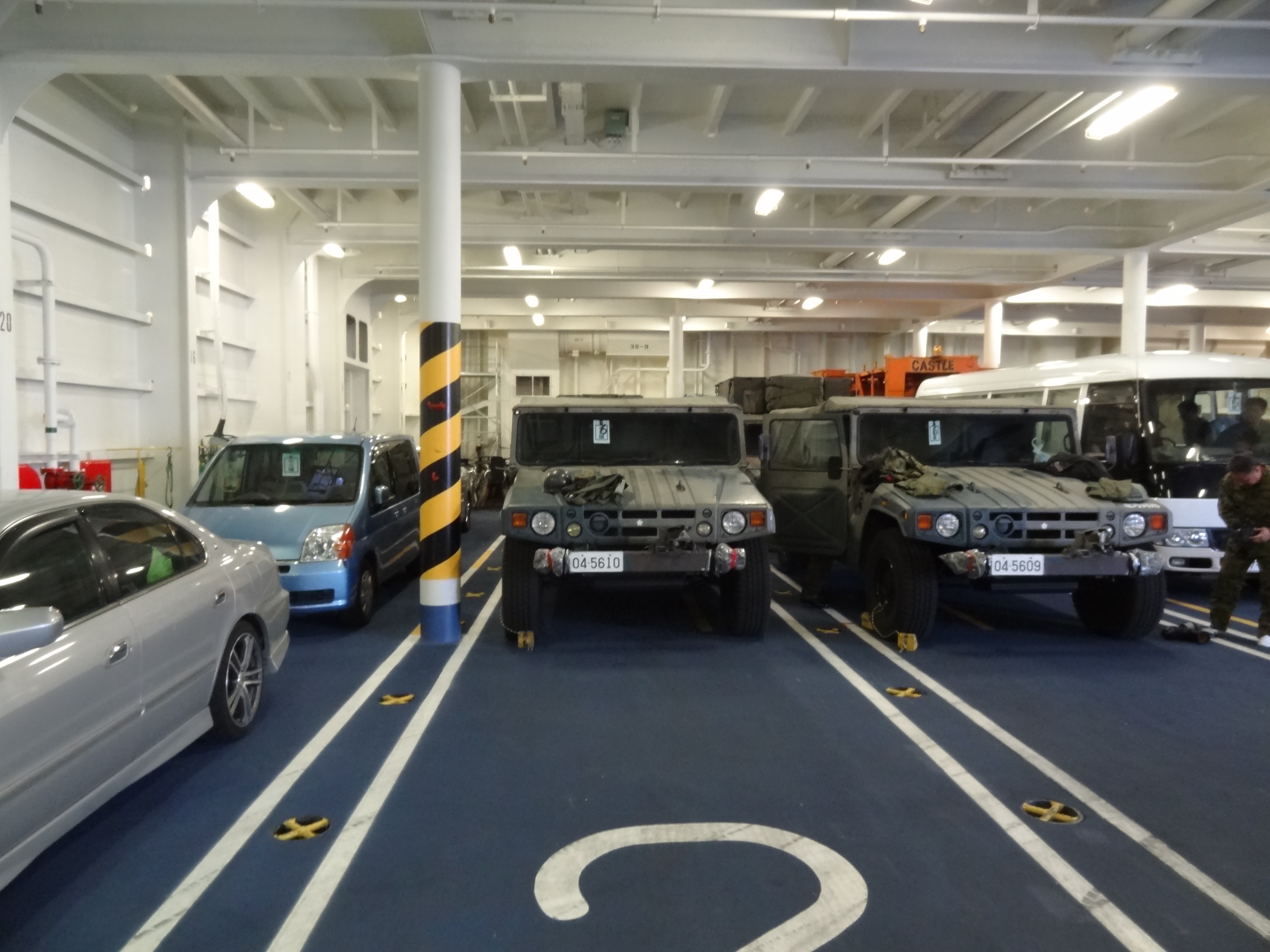
Véhicules stationnés dans le garage du navire
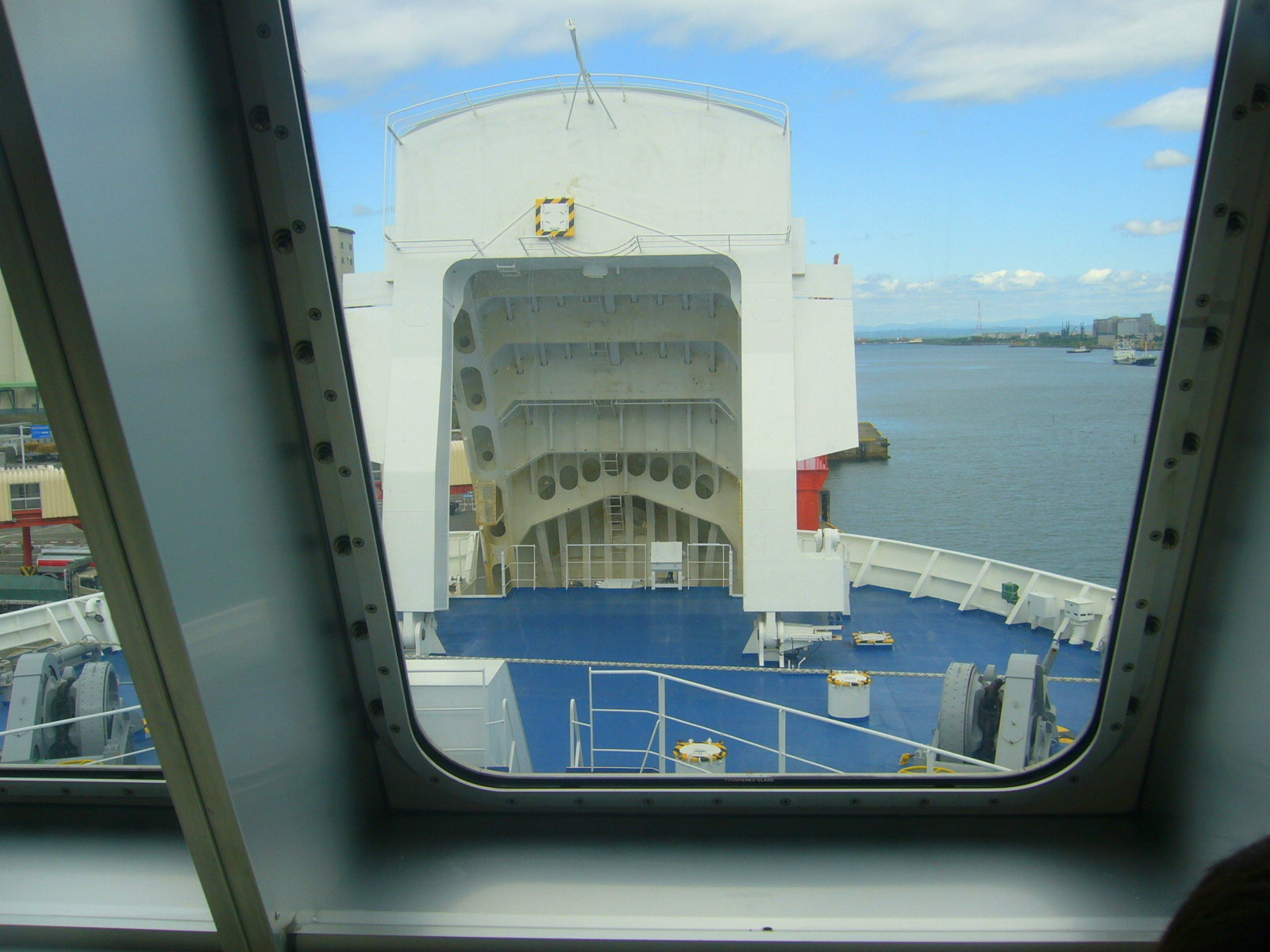
Vue sur le poste d'amarrage avant. Le casque d'étrave est ouvert.

## Ligne desservie
Depuis sa mise en service, l‘Ishikari effectue toute l'année la liaison entre Honshū et Hokkaidō sur la ligne Nagoya - Sendai - Tomakomai. Le navire assure les traversées en 40 heures.